# 莎草兰
莎草兰（学名：Cymbidium elegans）为兰科兰属下的一个种。

## 扩展阅读
- 維基物種上的相關：莎草兰